# Dermestes maculatus
Dermestes maculatus là một loài bọ cánh cứng trong họ Dermestidae. Loài này được DeGeer miêu tả khoa học năm 1774.
Loài này phân bố ở Zimbabwe.

## Hình ảnh

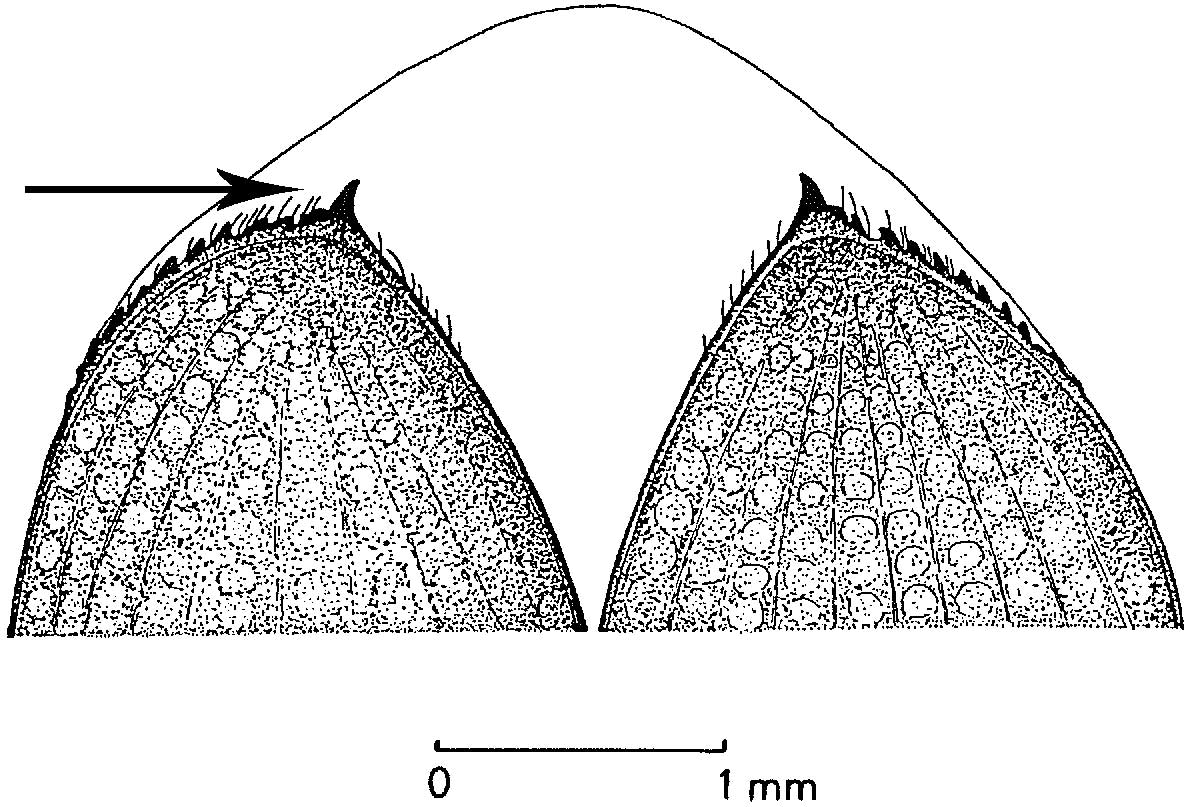
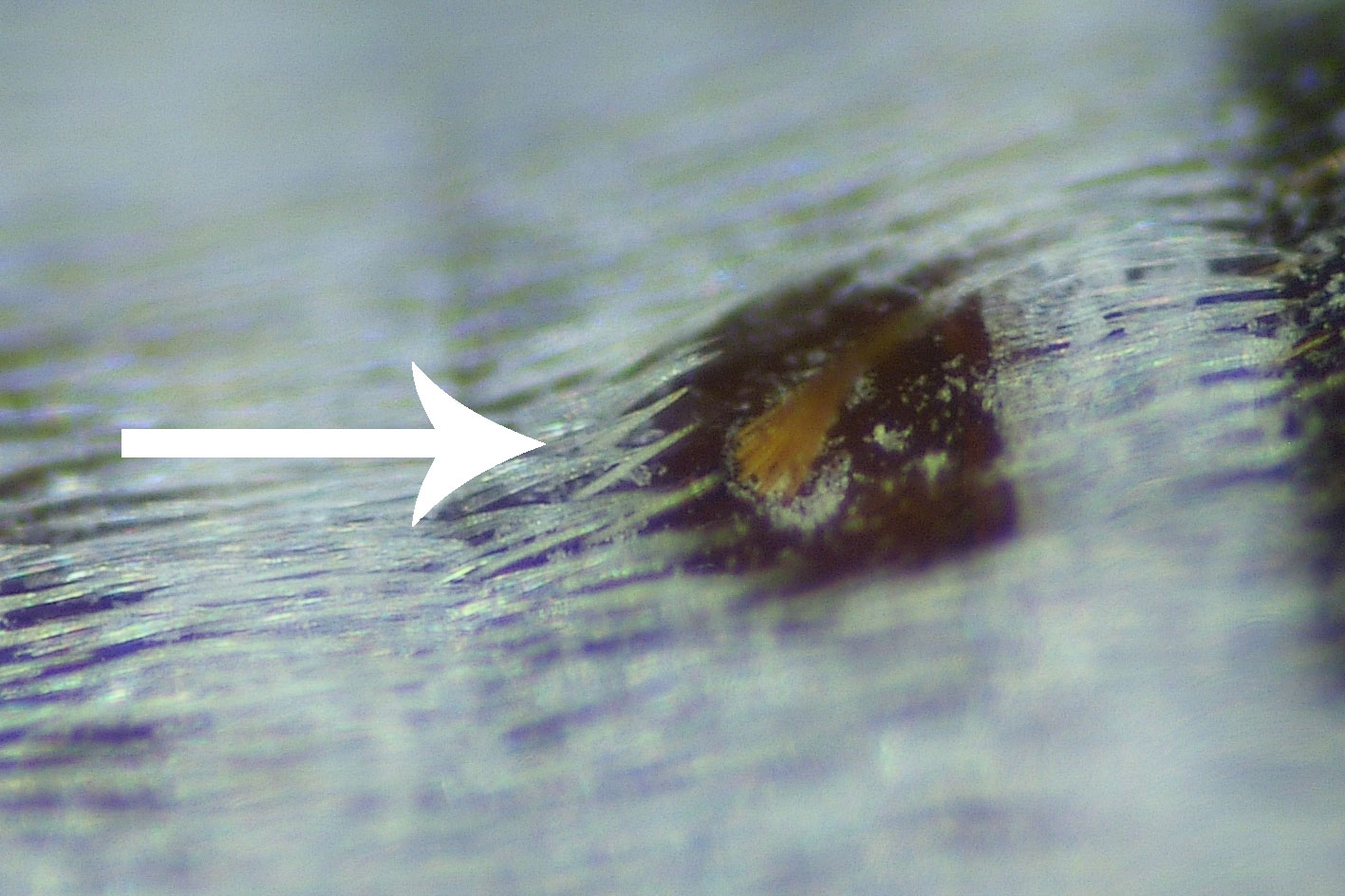
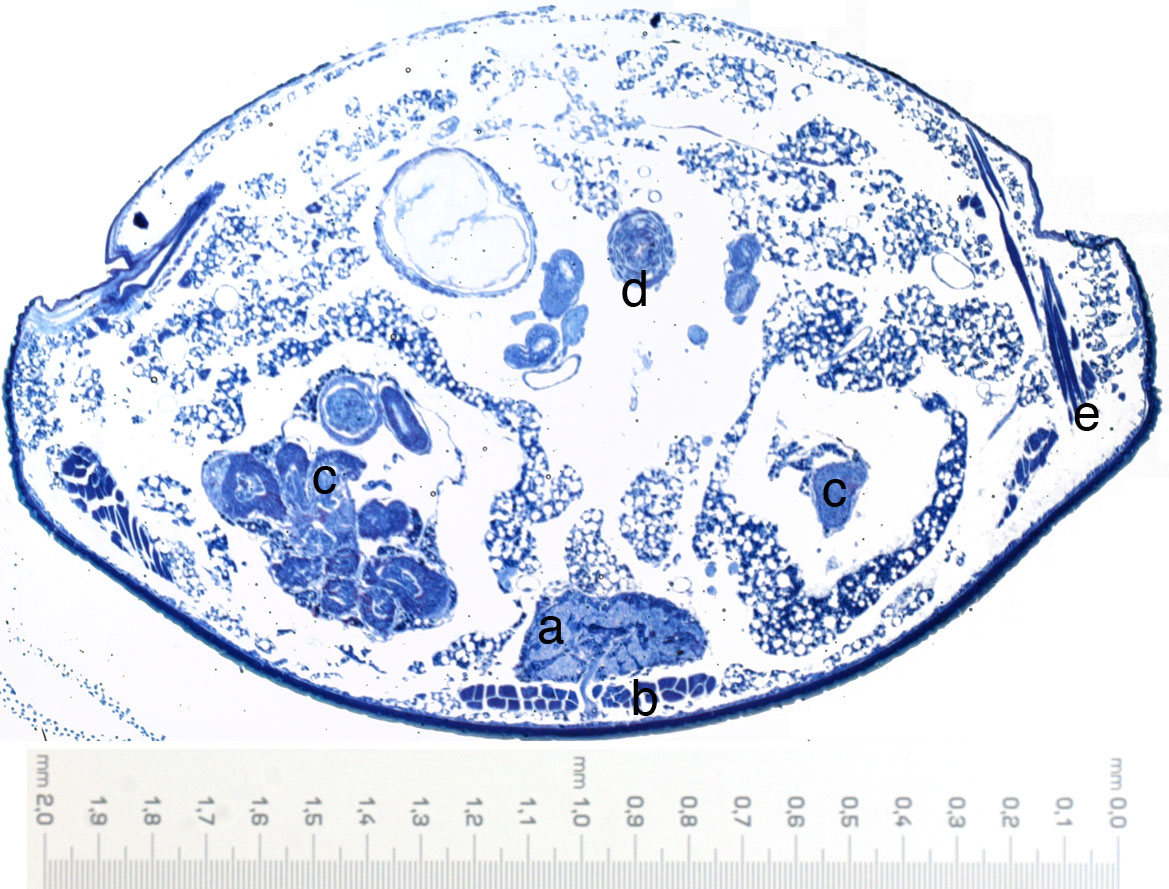
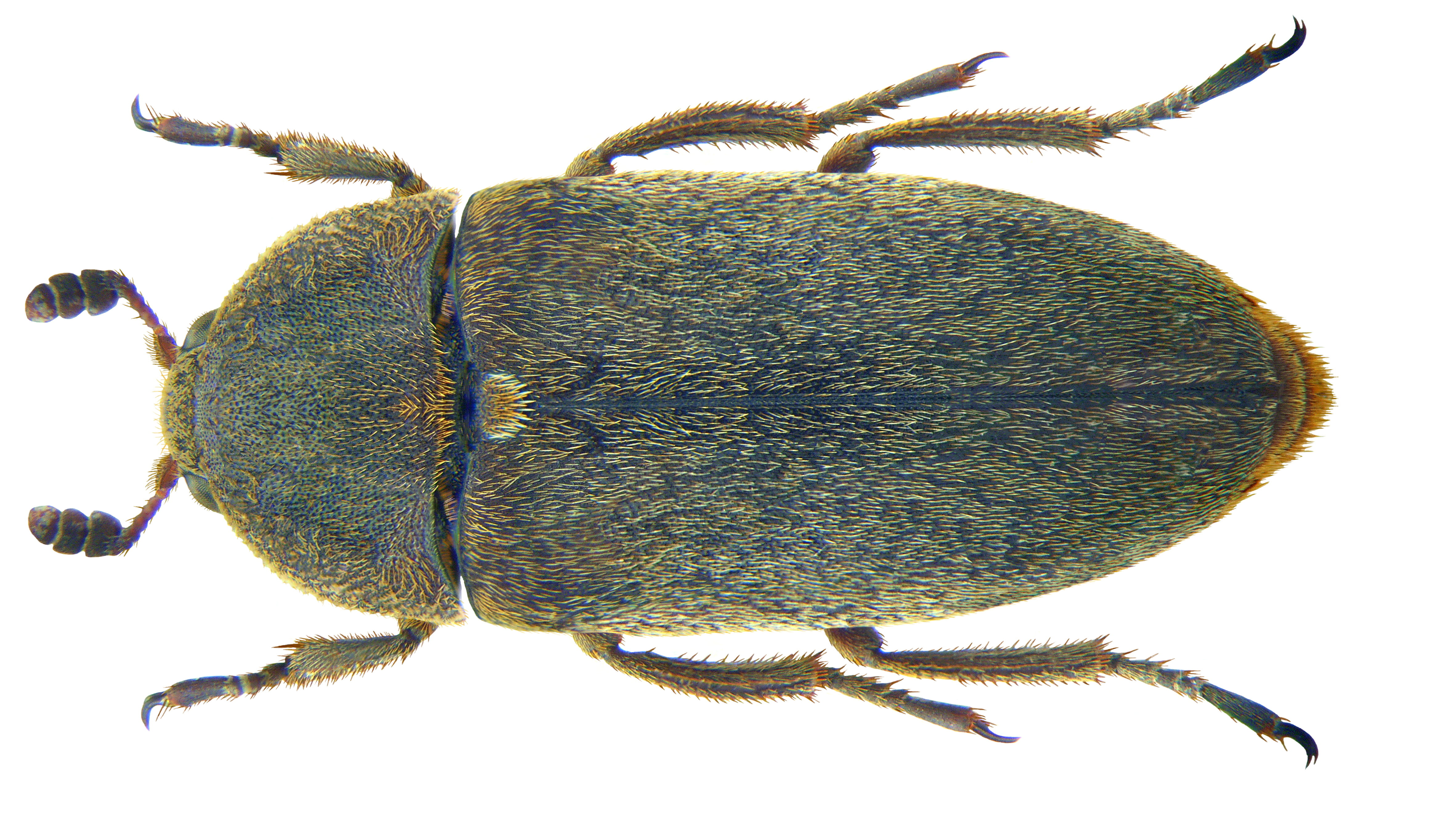